# Gloiodon
Глеодон (Gloiodon) — рід грибів родини Auriscalpiaceae. Назва вперше опублікована 1879 року.

## Види
В Україні зростає глеодон щетинистий (Gloiodon strigosus).

## Галерея

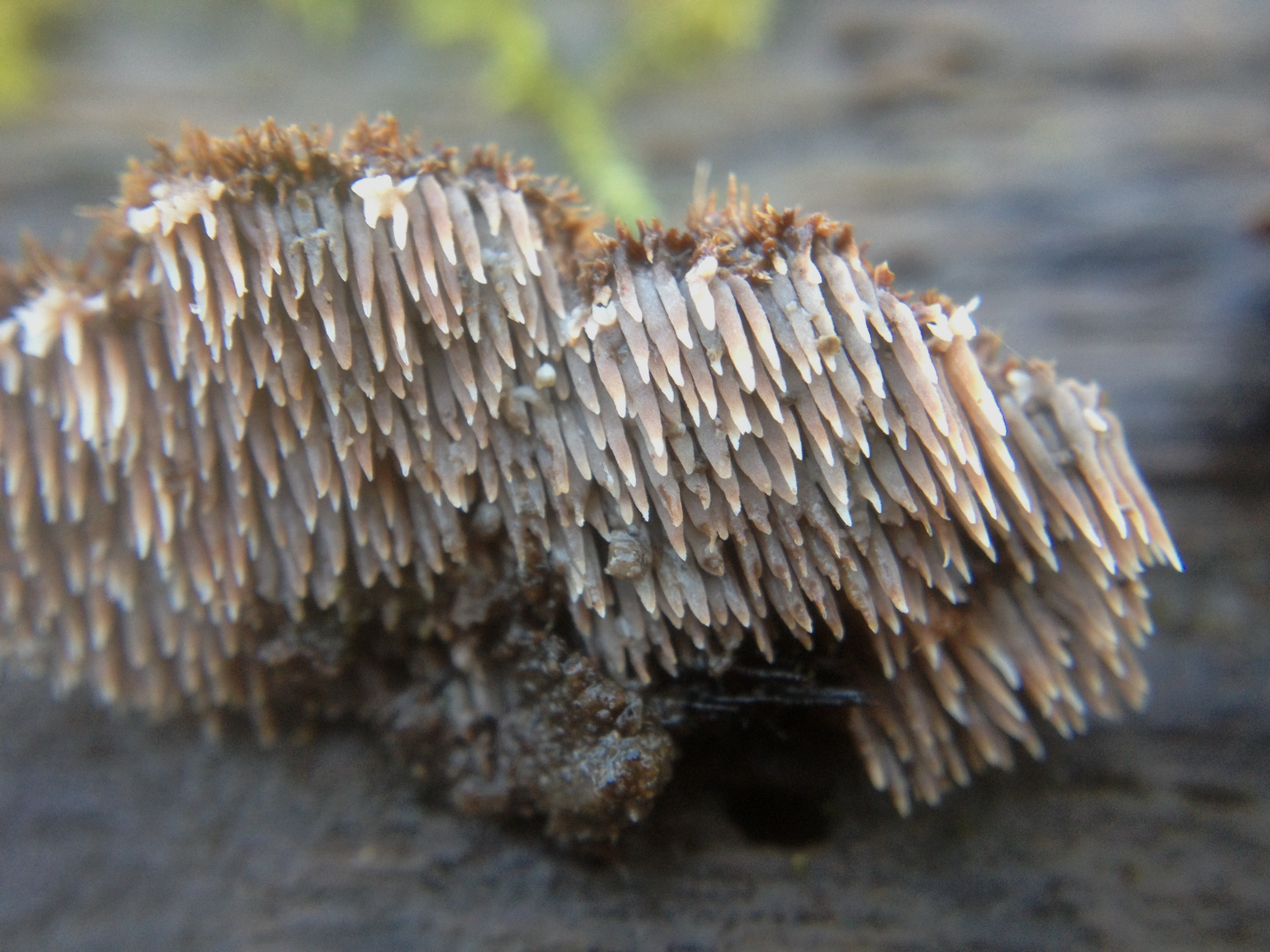
Gloiodon strigosus
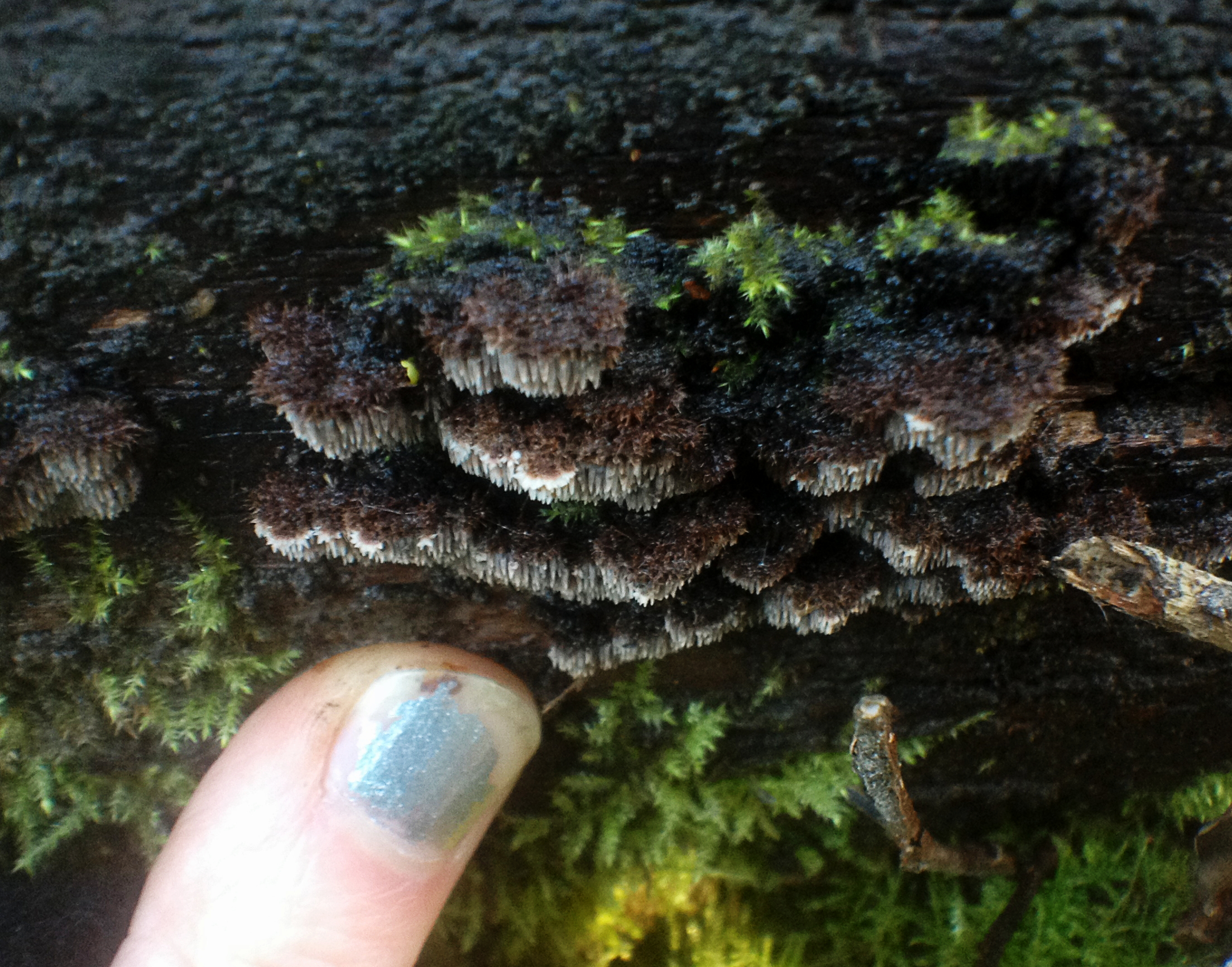
Gloiodon strigosus
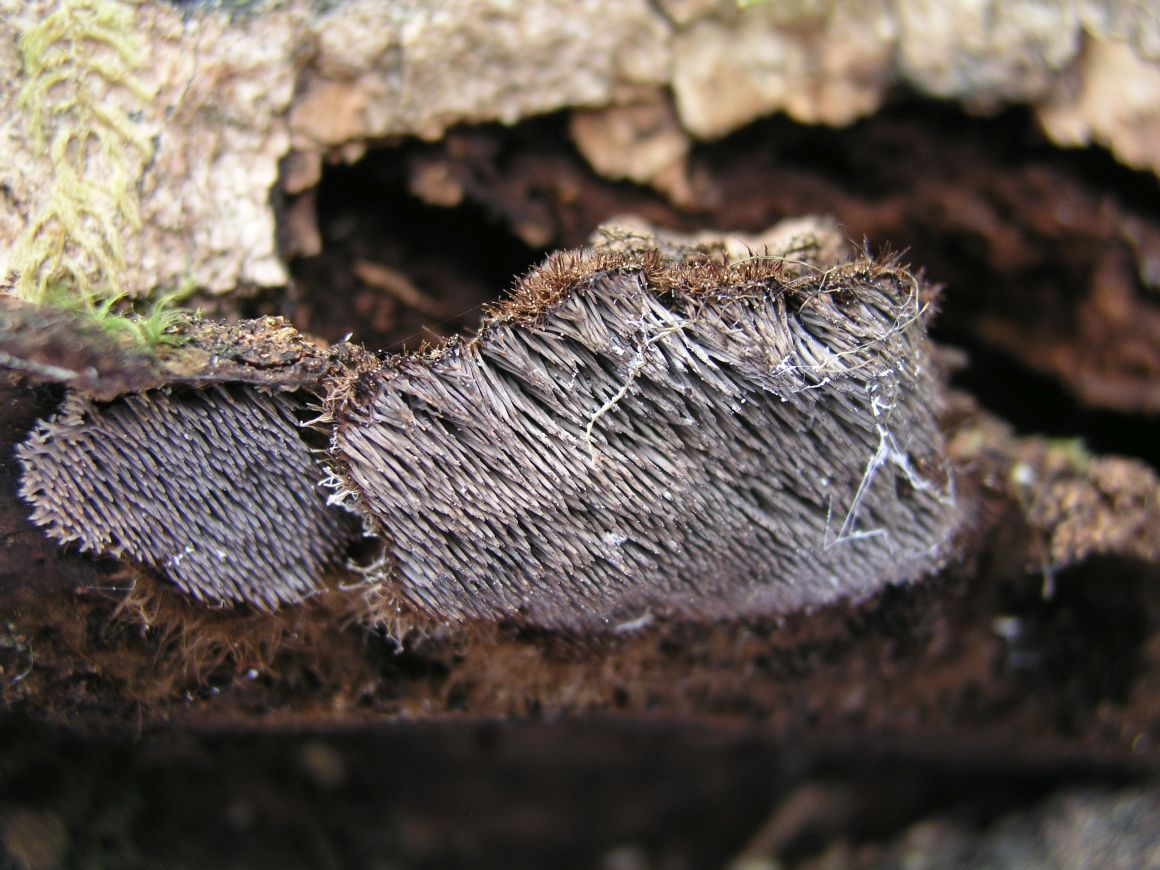
Gloiodon strigosus